# Equidad vertical
La equidad vertical en Economía es un concepto que promueve una distribución justa mediante un tratamiento desigual a individuos que están en situaciones diferentes en proporción de las diferencias entre ellos. 
Principalmente el concepto tiene implicaciones en el régimen social en el que la equidad vertical es una manera para conseguir igualdad en el trato tributario. El concepto de equidad vertical exige que el grado de desigualdad económica sea menor después de su aplicación.

## Contexto
En el sistema tributario, la equidad es un principio basado en la idea de que las personas contribuyan tanto al sistema que lo perciban como justo y adecuado. Por un lado, el sistema requiere legitimación social para funcionar de manera eficiente, y por el otro, tiene que asegurar la protección social de sus habitantes y disminuir las desigualdades entre la población mediante la distribución justa del recaudamiento.
Para una distribución justa en el sistema tributario, los dos principios equidad vertical y equidad horizontal conviven. Mientras la equidad vertical determina que personas que tienen rentas diferentes, reciben un trato impositivo apropiadamente diferente, la equidad horizontal determina que aquellos con rentas iguales también obtienen un tratamiento impositivo igual. Ambos conceptos promueven una distribución de la renta justa y son complementarios porque el cumplimiento de uno asegura el cumplimiento del otro. Si hay una razón que motiva que se trate a una persona de una manera en particular, la misma requiere que se ajuste de una manera similar a otra persona que es igual en todos los aspectos relevantes.

## La equidad vertical en el sistema tributario
El concepto de la equidad vertical sostiene que personas con diferentes niveles de capacidad de pago deben pagar diferentes impuestos. Cuanto más ingresa una persona, mayor es la cantidad de impuestos que debe pagar.
La equidad vertical forma la base del principio de la progresividad en los sistemas tributarios, que requiere que las personas contribuyen al sistema tributario según sus capacidades económicas. La tasa impositiva aumenta a medida que aumentan los ingresos o la base imponible.

### Ejemplo
La equidad vertical en la tributación está aplicada con frecuencia en los impuestos sobre la renta personal.
Por ejemplo, una persona tiene una base imponible de 25.000 euros y tiene que pagar 20% de gravamen sobre los primeros 15.000 euros y un 30 % sobre los 10.000 euros restantes. A medida que vayan creciendo los ingresos, se aumenta la carga a pagar. 

### Indicadores de equidad vertical
Existen varios indicadores que determinan los efectos de las intervenciones tributarias bajo la equidad vertical y el cambio que han tenido en la distribución de la renta.
- Curva de Lorenz
- Coeficiente de Gini
- Artículo en inglés del Kakwani index
- Artículo en inglés del Suits index

### Críticas del concepto
- Musgrave determina que la equidad vertical en sí es insuficiente en determinar políticas de imposición, ya que depende de la determinación de medidas de diferenciar iguales y desiguales y requeriría un índice objetivo de iguales y desiguales.[6]
- Medidas que incluyen el incremento de impuestos pueden cambiar el comportamiento de los contribuyentes más ricos y provocar la evasión o elusión de impuestos. El resultado sería que pagan efectivamente menos de lo que les corresponde, lo que tendría efectos marginales en la redistribución. Incluso puede tener efectos negativos en la producción y la utilidad social, si las medidas llegan a desincentivar el trabajo y el ahorro.[8]